# Зінуков Михайло Семенович
Михайло Семенович Зінуков (1924-1956) — старший лейтенант Радянської Армії, учасник придушення Угорської революції 1956 року, Герой Радянського Союзу (1956).

## Біографія
Михайло Зінуков народився 28 жовтня 1924 року у селі Бессонівка (нині — Пензенська область). Закінчив неповну середню школу. У жовтні 1942 року Зінуков був призваний на службу у Робітничо-селянську Червону Армію. У 1946 році він закінчив Могильовське піхотне училище. До осені 1956 року гвардії старший лейтенант Михайло Зінуков командував ротою 114-го гвардійського парашутно-десантного полку 31-ї гвардійської повітряно-десантної дивізії ПДВ. Відзначився під час придушення Угорської революції 1956 року.
У жовтні 1956 року полк, у якому служив Зінуков, був перекинутий за допомогою авіації зі Львівської області Української РСР в Угорщину. Зінуков брав активну участь у вуличних боях у Будапешті, його рота завдала супротивнику великих втрат. В одному з боїв з повстанцями Зінуков загинув. Похований на Личаківському цвинтарі у Львові (поле 1).
Указом Президії Верховної Ради СРСР від 18 грудня 1956 року за «мужність та відвагу, проявлені при виконанні військового обов'язку» гвардії старший лейтенант Михайло Зінуков посмертно був удостоєний високого звання Героя Радянського Союзу. Також був нагороджений орденом Леніна та рядом медалей.